# Madina (Mali)
Madina è un comune rurale del Mali facente parte del circondario di Kita, nella regione di Kayes.
Il comune è composto da 10 nuclei abitati:
- Bambara
- Barakaya
- Bokoroni
- Bomboti
- Dougouni–Barakaya
- Guenikoro
- Kollé
- Lékoni
- Madina
- Moro–Moro